# Landkreis Lindau
Landkreis Lindau är ett distrikt (Landkreis) i Schwaben i det tyska förbundslandet Bayern. Huvudorten är Lindau.

## Geografi
Lankreis Lindau utgörs i väst av ett slättland vid Bodensjön och i öst har distriktet andel av bergstrakten Allgäu.

## Ekonomi
Distriktets ekonomi kännetecknas av jordbruk, vinodling och fiske. Dessutom spelar turismen en betydande roll.

## Infrastruktur
Fartygslinjer över Bodensjön sammanlänkar distriktet med förbundslandet Baden-Württemberg samt med Österrike och Schweiz. Distriktets järnvägsnät byggdes sedan 1844.